# Інна Іщенко
Інна Іщенко (нар. м. Полтава) — українська співачка, бандуристка. Учасниця 6-го сезону талант-шоу «X-Фактор», суперфіналістка 6-го сезону талант-шоу «Голос країни».

## Життєпис
Інна Іщенко народилася у Полтаві.
Закінчила Полтавське музичне училище імені Миколи Лисенка.

### VI-й сезон шоуX-Фактор
У жовтні 2015 року виступила в VI-му сезоні шоу X-Фактор із піснею Маленький хлопчик гурту «Один в каное». Дівчина отримала три «так» від Ігора Кондратюка, Андрія Хливнюка та Ніно Катамадзе.
Кліп із виступом Інни отримав більше мільйона переглядів станом на 10 жовтня 2023 року.

### VI-й сезон шоуГолос країни
У квітні 2016 року виступила в VI-му сезоні шоу Голос країни із піснею Плине кача. Виступ Інни справив настільки сильне враження на тренерів і глядацьку залу, що вони слухали композицію стоячи, а Потап і Святослав Вакарчук насилу стримували сльози. Аби не переривати пісню, Тіна Кароль натиснула кнопку на останніх нотах і запросила Інну до своєї команди.
Інна для подальших виступів на конкурсі вибрала команду Тіни Кароль.
Кліп із виконанням Інною пісні-реквієму Пливе кача по Тисині... отримав більше дев'яти мільйонів переглядів станом на 20 лютого 2025 року.